# Isla de sa Ferradura
Isla de sa Ferradura är en privat ö utanför Ibiza och en lyxresort. Den ingår i ögrupperna Balearernas västliga del Pityuserna.